# نسة مذكورو نصرالله (سبيدار)
نسة مذکورو نصرالله (بالفارسية: نسه مذکورو نصرالله) هي قرية تقع في إيران في قسم سبیدار الريفي. يقدر عدد سكانها بـ 24 نسمة .